# 6827 Wombat
6827 Wombat è un asteroide della fascia principale. Scoperto nel 1990, presenta un'orbita caratterizzata da un semiasse maggiore pari a 2,5960212 UA e da un'eccentricità di 0,1552886, inclinata di 12,92183° rispetto all'eclittica.